# Maliye Piyango Spor Kulübü 2016-2017 (pallavolo)
Questa voce raccoglie le informazioni riguardanti il Maliye Piyango Spor Kulübü nelle competizioni ufficiali della stagione 2016-2017.

## Organigramma societario
Area direttiva
- Presidente: Recep Biçer

Area tecnica
- Allenatore: Joško Milenkoski
- Allenatore in seconda: Serdar Uslu
- Scoutman: Mustafa Korkmaz

## Rosa
| N° | Nome              | Ruolo | Data di nascita  | Nazionalità sportiva |
| -- | ----------------- | ----- | ---------------- | -------------------- |
| 1  | Sefer Yeşilöz     | C     | 9 gennaio 1990   | Turchia              |
| 3  | Yüksel Bıdak      | C     | 6 giugno 1994    | Turchia              |
| 4  | Deniz İvgen       | L     | 18 maggio 1998   | Turchia              |
| 5  | Antti Siltala     | S     | 14 marzo 1984    | Finlandia            |
| 6  | Ǵorǵi Ǵorǵiev     | P     | 22 maggio 1992   | Macedonia del Nord   |
| 8  | İzzet Ünver       | S     | 1º gennaio 1992  | Turchia              |
| 9  | Oliver Venno      | O     | 23 maggio 1990   | Estonia              |
| 10 | Muhammet Ertuğrul | C     | 8 dicembre 1989  | Turchia              |
| 11 | Samet Gümüş       | S     | 26 marzo 1994    | Turchia              |
| 13 | Murat Karakaya    | S     | 27 giugno 1987   | Turchia              |
| 14 | Ceyhun Tendar     | P     | 14 aprile 1987   | Turchia              |
| 15 | Murat Tokgöz      | L     | 29 febbraio 1984 | Turchia              |
| 16 | Ufuk Minici       | O     | 20 gennaio 1991  | Turchia              |
| 17 | Mihajlo Stanković | S     | 5 giugno 1993    | Serbia               |
| 18 | Uğur Güneş        | C     | 11 agosto 1993   | Turchia              |

## Statistiche

### Statistiche di squadra
| Competizione     | Punti | In casa | In casa | In casa | In trasferta | In trasferta | In trasferta | Totale | Totale | Totale |
| Competizione     | Punti | G       | V       | P       | G            | V            | P            | G      | V      | P      |
| ---------------- | ----- | ------- | ------- | ------- | ------------ | ------------ | ------------ | ------ | ------ | ------ |
| Efeler Ligi      | 45,39 | 15      | 12      | 3       | 14           | 5            | 9            | 29     | 17     | 12     |
| Coppa di Turchia | -     | 1       | 1       | 0       | 1            | 1            | 0            | 3      | 2      | 1      |
| Totale           | -     | 16      | 13      | 3       | 15           | 6            | 9            | 32     | 19     | 13     |

G = partite giocate; V = partite vinte; P = partite perse

### Statistiche dei giocatori
| Giocatore    | Efeler Ligi | Efeler Ligi | Efeler Ligi | Efeler Ligi | Efeler Ligi | Coppa di Turchia | Coppa di Turchia | Coppa di Turchia | Coppa di Turchia | Coppa di Turchia | Totale | Totale | Totale | Totale | Totale |
| Giocatore    | P           | PT          | AV          | MV          | BV          | P                | PT               | AV               | MV               | BV               | P      | PT     | AV     | MV     | BV     |
| ------------ | ----------- | ----------- | ----------- | ----------- | ----------- | ---------------- | ---------------- | ---------------- | ---------------- | ---------------- | ------ | ------ | ------ | ------ | ------ |
| Y. Bıdak     | 27          | 154         | 106         | 36          | 12          | 2                | 3                | 2                | 1                | 0                | 29     | 157    | 108    | 37     | 12     |
| M. Ertuğrul  | 28          | 147         | 97          | 34          | 16          | 3                | 19               | 10               | 4                | 5                | 31     | 166    | 107    | 38     | 21     |
| Ǵ. Ǵorǵiev   | 26          | 72          | 31          | 31          | 10          | 3                | 6                | 2                | 4                | 0                | 29     | 78     | 33     | 35     | 10     |
| S. Gümüş     | 13          | 5           | 4           | 1           | 0           | 2                | 2                | 0                | 1                | 1                | 15     | 7      | 4      | 2      | 1      |
| U. Güneş     | 26          | 82          | 46          | 26          | 10          | 3                | 23               | 11               | 8                | 4                | 29     | 105    | 57     | 34     | 14     |
| D. İvgen     | 5           | 0           | 0           | 0           | 0           | 2                | 0                | 0                | 0                | 0                | 7      | 0      | 0      | 0      | 0      |
| M. Karakaya  | 1           | 0           | 0           | 0           | 0           | -                | -                | -                | -                | -                | 1      | 0      | 0      | 0      | 0      |
| U. Minici    | 6           | 21          | 17          | 2           | 2           | 2                | 1                | 1                | 0                | 0                | 8      | 22     | 18     | 2      | 2      |
| A. Siltala   | 22          | 206         | 173         | 15          | 18          | 3                | 24               | 16               | 7                | 1                | 25     | 230    | 189    | 22     | 19     |
| M. Stanković | 27          | 190         | 163         | 13          | 14          | 3                | 37               | 30               | 2                | 5                | 30     | 227    | 193    | 15     | 19     |
| C. Tendar    | 15          | 15          | 5           | 6           | 4           | 3                | 3                | 2                | 0                | 1                | 18     | 18     | 7      | 6      | 5      |
| M. Tokgöz    | 22          | 1           | 1           | 0           | 0           | 3                | 0                | 0                | 0                | 0                | 25     | 1      | 1      | 0      | 0      |
| İ. Ünver     | 26          | 234         | 190         | 28          | 16          | 3                | 21               | 18               | 1                | 2                | 29     | 255    | 208    | 29     | 18     |
| O. Venno     | 28          | 603         | 508         | 31          | 64          | 3                | 63               | 58               | 2                | 3                | 31     | 666    | 566    | 33     | 67     |
| S. Yeşilöz   | 13          | 8           | 6           | 1           | 1           | 2                | 2                | 1                | 1                | 0                | 15     | 10     | 7      | 2      | 1      |

P = presenze; PT = punti totali; AV = attacchi vincenti; MV = muri vincenti; BV = battute vincenti